# Fukuivenator
Fukuivenator paradoxus
Genre
Espèce
Fukuivenator ( « le chasseur de la préfecture de Fukui » ) est un genre éteint de dinosaures théropodes maniraptoriens du Crétacé inférieur. 
L'unique espèce, Fukuivenator paradoxus, est connue d'un spécimen (FPDM-V8461) découvert au Japon dans la formation géologique de Kitadani.

## Datation

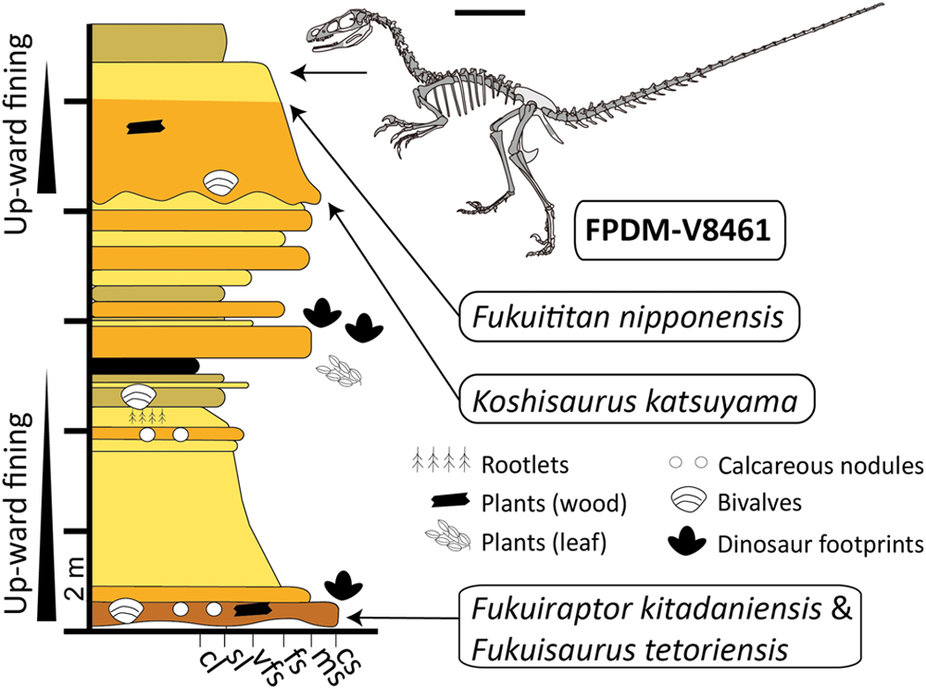
Stratigraphie de la carrière des dinosaures de Kitadani dans la formation de Kitadani avec la silhouette du squelette du spécimen FPDM-V8461 (Fukuivenator paradoxus) découvert au sommet et de quatre autres espèces de dinosaures trouvées dans des strates plus anciennes.

Il a été découvert dans la même carrière que Fukuisaurus tetoriensis, mais dans un niveau stratigraphique un peu plus récent, daté du Barrémien supérieur à l'Aptien, soit environ entre 127 et 115 Ma (millions d'années).

## Description

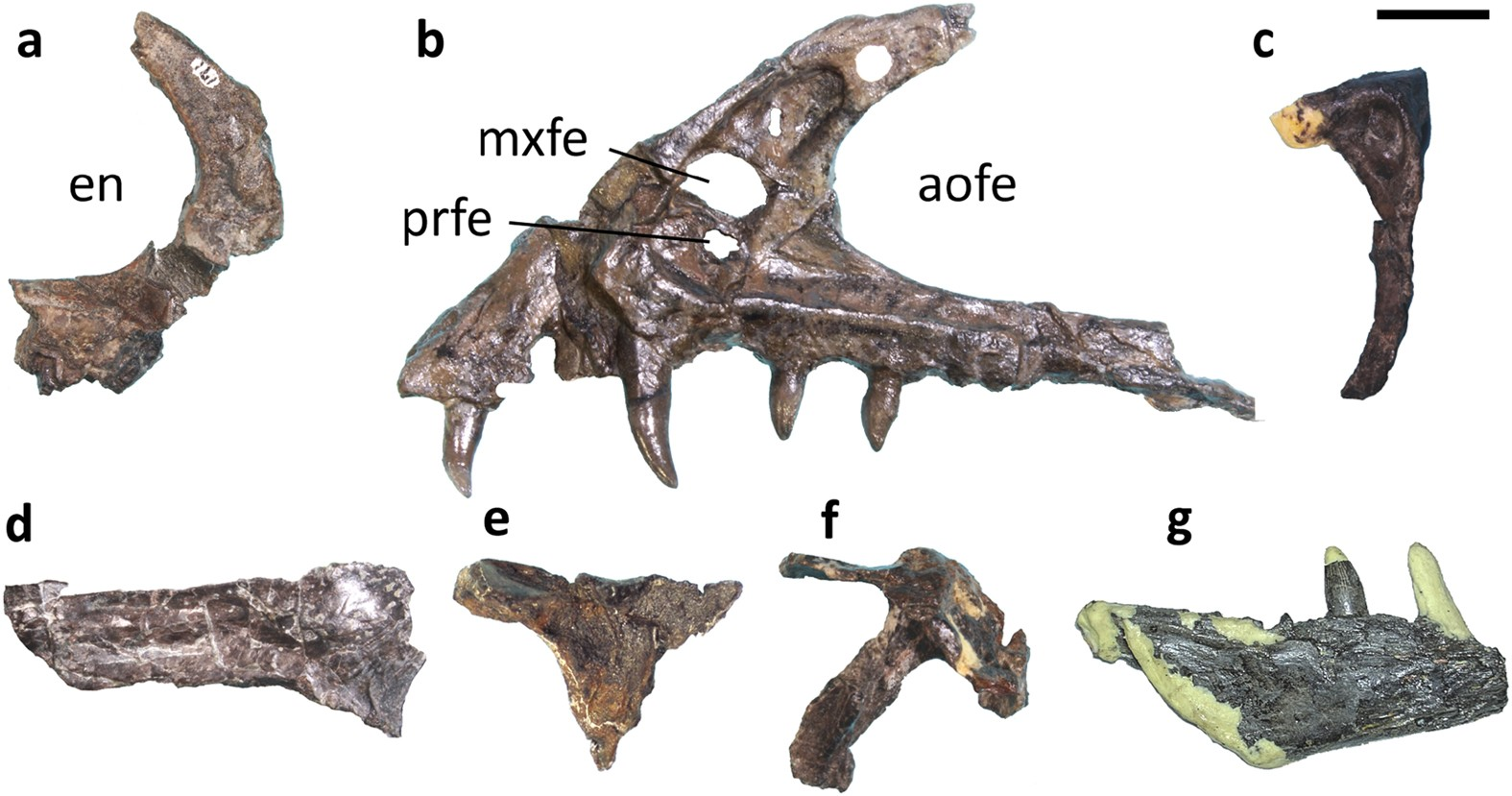
Fragments d'os fossiles du crâne de Fukuivenator paradoxus
(la barre horizontale noire mesure 1 cm).

Fukuivenator a une longueur estimée à 2,45 mètres, dont 0,23 mètre pour le crâne. La masse de l'animal est estimée à 25 kg.